# Gayelynn McKinney
Gayelynn McKinney (auch GayeLynn McKinney, * 14. Juli 1962 in Detroit) ist eine US-amerikanische Musikerin (Schlagzeug) des Modern Jazz, die vor allem in der Musikszene ihrer Heimatstadt aktiv ist.

## Leben und Wirken
McKinney ist die Tochter des Jazzpianisten Harold McKinney und der Sängerin Gwendolyn McKinney; sie begann im Alter von zwei Jahren Schlagzeug zu spielen. Sie erhielt einen Großteil ihrer musikalischen Ausbildung in der Jazzszene von Detroit; den Bachelor of Music erwarb sie an der Oakland University.
McKinney arbeitete mit der rein weiblichen Jazzband Straight Ahead, die neben einer Grammy-Nominierung 2004  mit dem Motor City Music Award ausgezeichnet wurde. Des Weiteren gastierte sie auf Jazzfestivals und Veranstaltungsorten wie dem Montreux Jazz Festival, dem Lionel Hampton Jazz Festival, dem New Orleans Jazz & Heritage Festival und dem John F. Kennedy Center für darstellende Künste. Außerdem arbeitete sie mit Künstlern wie Aretha Franklin, Benny Golson, Freda Payne, Geri Allen, Marcus Belgrave, Chaka Khan, Roy Hargrove, Randy Brecker, Rick Margitza, Larry Coryell, Steve Turre, Kevin Mahogany, James Carter, Regina Carter und mit dem Rapper Speech von Arrested Development. Im Bereich des Jazz war sie laut Tom Lord zwischen 1992 und 2012 an elf Aufnahmesessions beteiligt, u. a. auch mit Naima Shamborguer, Wendell Harrison und Joan Belgrave. Unter eigenem Namen legte sie 2006 das Album It's About Time vor, gefolgt von McKinFolk: The New Beginning (2018, mit Marcus Elliot, John Douglas, Ibrahim Jones, Michael Jellick). 2020 spielt sie in der Band von Marion Hayden.